# Odontites litoralis
Odontites litoralis — вид квіткових рослин з родини вовчкових (Orobanchaceae). Ареал: Естонія, Латвія, Данія, Фінляндія, Німеччина, Велика Британія, Нідерланди, пд. Норвегія, Польща, Швеція.

## Середовище
Населяє приморські луки, галькові та скелясті береги.

## Біоморфологічний опис
Трав'яниста однорічна рослина. Стрижневий корінь невеликий. Напівпаразит. Висота: 10–25 см. Стебло гладко 4-гранне, досить рідко опушене, брудно-буре або зелене, зазвичай нерозгалужене або іноді верхня частина слабо розгалужена, гілки досить прямі, найчастіше безквіткові. Листки супротивні, без черешків, зазвичай трохи коротші за міжвузля стебла. Листкова пластинка вузькоеліптично-вузькояйцювата, з притупленим кінчиком, дрібно-зубчаста, м'ясиста. Сім'ядолі часто все ще присутні під час цвітіння. Час цвітіння: липень і серпень. Суцвіття однобоке, спочатку злегка пониклий кінцевий колос. Чашечка широко-дзвоникоподібна, 4-лопатева, частки рівносторонні трикутні, досить притуплені. Віночок червоний, ≈ 10 мм завдовжки, зрощений, двогубий, довготрубчастий, волосистий. Верхня губа з цільним кінчиком або з неглибокою виїмкою, опукла на кінчику; нижня губа 3-лопатева, центральна з виїмчастим кінчиком, бічні округлозакінчені. Тичинок 4. Плід — еліптична волосиста коробочка завдовжки 7–9 мм, довша за чашечку, розділяється поздовжніми щілинами.